# Casanare
Casanare – departament Kolumbii. Leży w centralno-wschodniej części kraju. Stolicą departamentu Casanare jest miasto Yopal.
W Casanare znajdują się pola naftowe. Przez jego terytorium przebiega rurociąg, którego właścicielem jest BP, o długości 800 km, biegnący do portu morskiego Covenas.

## Gminy
1. Aguazul
2. Chámeza
3. Hato Corozal
4. La Salina
5. Maní
6. Monterrey
7. Nunchía
8. Orocué
9. Paz de Ariporo
10. Pore
11. Recetor
12. Sabanalarga
13. Sácama
14. San Luis de Palenque
15. Tauramena
16. Támara
17. Trinidad
18. Villanueva
19. Yopal